# A-315
La A-315 es una carretera autonómica andaluza de 97 km que une el pueblo jienense de Torreperogil y la ciudad granadina de Baza. Se puede considerar un enlace entre la carretera nacional N-322 Bailén-Requena y la autovía A-92N Guadix-Vélez Rubio.

## Principales localidades y enlaces
- Torreperogil:  N-322  dirección Jaén, Bailén, Úbeda, Villacarrillo, Albacete, Requena y Valencia.
- Puente de la Cerrada: dirección Santo Tomé, Mogón y otros pueblos.
- Peal de Becerro:  A-319  dirección Cazorla y La Iruela.
- Quesada:  A-322  dirección Larva y Jódar;  A-6206  Puerto de Tíscar
- Los Rosales
- Higueral
- Huesa:  JA-7200  dirección Belerda;  JA-7201  dirección Collejares.
- Ceal
- Hinojares:  A-6206  dirección a la pedanía hinojareña de Cuenca y Puerto de Tíscar.
- Pozo Alcón:  A-326  dirección Castril y Huéscar;  JA-8201  dirección Fontanar
- Cuevas del Campo
- Bácor-Olivar:  GR-7100  dirección Baúl, Guadix y Granada.
- Freila
- Zújar
- Baza:  A-92N  dirección Vélez Rubio y Murcia;  A-334  dirección Caniles y Vera.Itinerario de la A-315 en la provincia de Granada.

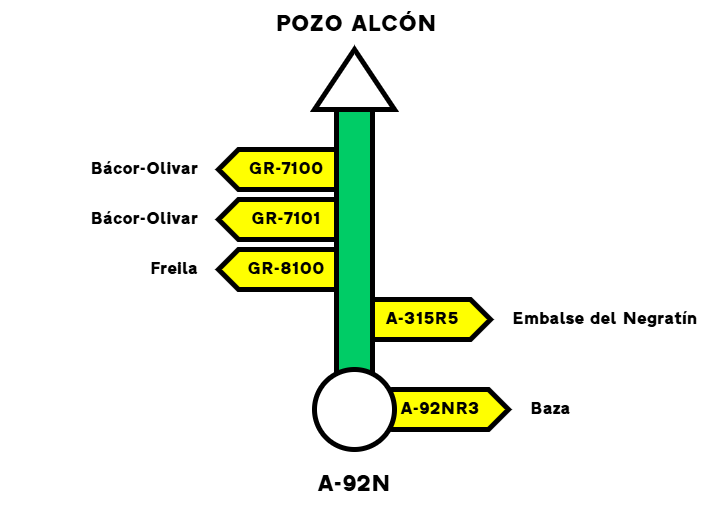
Itinerario de la A-315 en la provincia de Granada.

## Historia
La A-315 no siempre ha seguido la ruta que sigue hoy día. Hasta hace unos años, el tramo entre Quesada e Hinojares discurría por el Puerto de Tíscar, itinerario que hoy día se conoce bajo la matrícula  A-6206  de la Junta de Andalucía
La densidad de tráfico, la sinuosidad del trazado (unas 300 curvas, barrancos y fuertes pendientes) y las nevadas en invierno (Puerto de Tíscar: 1.189 m s. n. m.), entre otros factores, hicieron necesaria la construcción de una variante. Para ello, se aprovechó parte del itinerario de las antiguas carreteras locales entre Quesada-Huesa-Ceal-Hinojares, que se dibuja por el fondo del valle del río Guadiana Menor y por las faldas del monte Caballo de Quesada.